# Goleuddydd
Goleuddydd (en gallois Lumière du jour de « golau », qui signifie lumière, et « dydd », jour), est selon le poème en prose composé en moyen gallois Culhwch ac Olwen, la fille de Amlawdd Wledig.

## Récit traditionnel
Goleuddydd est convoitée par un certain  Kilydd ou Cilydd, qui l'épouse et elle est bientôt enceinte mais devient folle et se met à errer dans la campagne. Lorsqu'elle est sur le point d'accoucher, son bon sens revient et elle se réfugie chez un porcher. Effrayée par les cochons, elle donne naissance à un garçon, apparemment dans une porcherie. Le porcher emporte le bébé pour qu'il soit dénommé Culhwch il deviendra le protagoniste du récit Culhwch ac Olwen.
Après la naissance, Goleuddydd tombe gravement malade et, avant de mourir, exhorte son mari à ne pas se remarier jusqu'à ce qu'il voit une bruyère avec deux fleurs sur sa tombe. Cilydd accepte et Goleuddydd meurt après avoir ordonné à son confesseur de visiter sa tombe chaque année et de l'entretenir, de peur que quoi que ce soit n'y pousse. Cilydd envoie chaque jour un préposé sur sa tombe pour constater qu'aucune bruyère ne s'y trouve. Après sept ans, le confesseur néglige ses devoirs....Plusieurs années plus tard, alors qu'il chassait, Cilydd se rend sur la tombe et y voit une bruyère avec deux fleurs. Il considère que c'est le signe l'autorisant à un remariage. Il tue alors un roi nommé Doged et épouse sa veuve.

## Source
- (en) Peter Bartrum, A Welsh classical dictionary: people in history and legend up to about A.D. 1000, Aberystwyth, National Library of Wales, 1993 (ISBN 9780907158738), p. 330-331 GOLEUDDYDD ferch AMLAWDD WLEDIG. (Legendary).